# كاستل سان جيورجيو
كاستل سان جيورجيو ، (بالإنجليزية: Castel San Giorgio)‏، (كامبانيا:Sangiorge)، هي بلدة صغيرة و(بلدية) في مقاطعة ساليرنو، في منطقة كامبانيا، في جنوب غرب إيطاليا. في عام 2011 ، كان عدد سكانها 13.411.

## السكان
في سنة 1871 بلغ عدد السكان 4٬883 نسمة، وتطور العدد ليصل في سنة 2011 لـ 13٬411 نسمة.
يظهر هذا المخطط البياني تطور النمو السكاني لـ كاستل سان جيورجيو